# Nová Dědina
Nová Dědina – gmina w Czechach, w powiecie Kromieryż, w kraju zlińskim. Według danych z dnia 1 stycznia 2012 liczyła 433 mieszkańców.